# The Bus Uncle
The Bus Uncle (svenska:"Bussfarbrorn") är ett kantonesiskt videoklipp med ett gräl mellan två män ombord en buss i Hongkong den 27 april 2006. När den äldre mannen (Chan), som kom att bli kallad "The Bus Uncle" skällde på mannen som satt bakom honom (Ho), använde en passagerare i närheten sin mobilkamera för att spela in incidenten för att tillhandahålla bevis för polisen ifall det skulle bli ett slagsmål. Följande video på sex minuter  laddades upp till Hong Kong Golden Forum, Youtube, och Google Video. Klippet blev Youtubes mest visade video under maj 2006  och fick 1,7 miljoner tittare under månadens första tre veckor, med dess retoriska utbrott och mannens rikliga användande av förolämpningar. 
Videon blev en kulturell sensation i Hong Kong, och inspirerade till en livlig debatt och diskussion om livsstil, etikett, medborgerlig medvetenhet och mediaetik inom staden, och uppmärksammades till sist av media runt i världen.

## Videon

### Incidenten

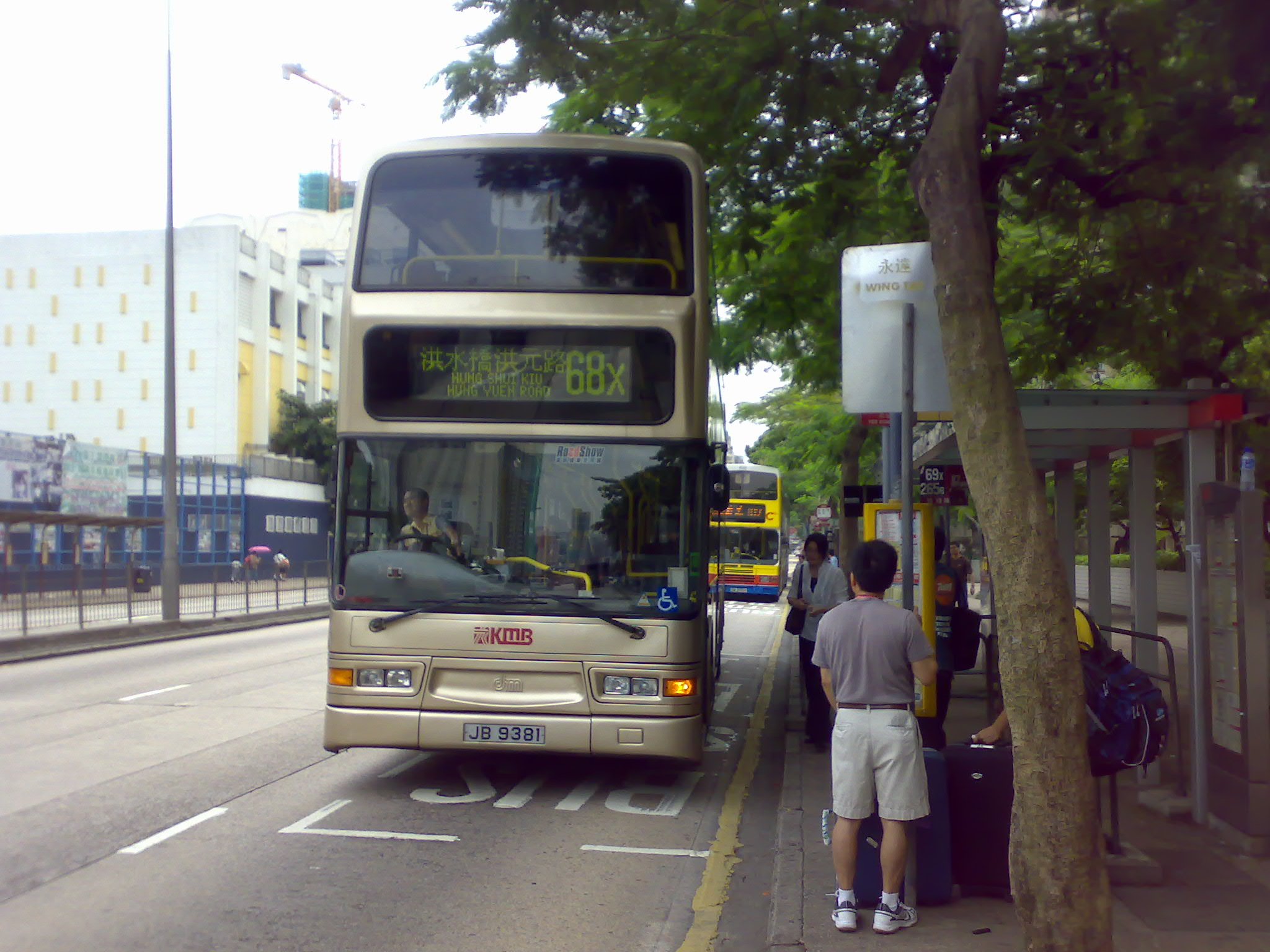
Incidenten utspelade sig ombord en Kowloon Motor Bus, linje 68X mot Yuen Long.

Videon beskriver den incident som utspelade sig på den övre våningen på en dubbeldäckare, Kowloon Motor Bus, Route no. 68X mot Yuen Long, Hongkong ungefär klockan elva på kvällen den 27 april 2006. Den började när en ung glasögonprydd manlig passagerare klappade på axeln på en medelålders man som satt framför honom, och frågade om han kunde sänka rösten när han pratade i sin mobiltelefon. Mannen framför vände sig om och reagerade kraftigt   och skällde  på den yngre mannen, för att han i onödan hade blivit provocerad under stress.  
| ” | Chan: Hey, don't call me "boss". For the sake of fairness, we don't know each other. Why did you have to do that? (faster tone) Why did you have to do that? Look, everyone in society suffers from stress. Now that you have done something very unfair, should I have a word with you? | „ |

Den yngre mannen, som sällan talade tillbaks, uttryckte en lust att avsluta diskussionen. Dock insisterade den medelålders mannen att saken inte var avgjord och begärde en ursäkt från honom:
| ” | (Catchphrases i fet text) Ho: The matter has been settled. It's as simple as that. Chan: It's not settled. Ho: It's settled. Chan: (raises voice) It's not settled! Ho: It's settled. Chan: (yelling very loudly) It's not settled!!! We both have to settle this right now! To put it simply, when you talked on the phone, did I interrupt you? Why did you interrupt me? Ho: You were talking too loudly. Chan: Look, when you were talking on the phone, did I say you were talking too loudly and disturbing other people? We're both talking on our phones. When people talk on the phone, there will be noise, but you, your voice... our voices are the same. Yes, and did I interrupt you for that? (Pause) What do you say? (Silence) Chan: (yelling) You're really asking for a fight! Fuck your mother! Are you asking for a fight? I am stressed, you are stressed, why did you provoke me? Ho: (very softly) I didn't mean to... Chan: What do you mean "You didn't mean to."? Apologise now! | „ |

Den yngre mannen bad om ursäkt, skakade motvilligt händer, och varnade även den äldre mannen med avseende på hans användande av förolämpningar mot sin mamma.  Denna sista varning resulterade i fler profaniteter från den äldre mannen:
| ” | Chan: If it's been settled, why did you warn me? I'm heavily stressed. I wanted to shake hands. You settle… you said that the matter is settled and now you warn me? What's the point, pal? This is pointless for both of us, is that right? Now that we've shaken hands… Ho: Let me tell you, this matter is between the two of us. Don't drag others into it. Chan: If you have to drag people into it, you do so. If you enjoy fucking, you fuck; if I enjoy fucking, I fuck. Fucking other people is harmless. Fuck, fuck and fuck! Should I punch you twice instead? Right? When it's been settled, it's settled. Don't warn me. Why did you warn me? I'm not half scared even if you do! I'm extremely stressed, don't you know that? Now, do you understand? You shouldn't warn me! It's settled, you get the point? If you warn me, it means the matter isn't settled! We should forget about this, having shaken hands. OK? Ho: All right, I don't want to talk to you any more. | „ |

Videon slutar när den äldre mannen tar emot ett telefonsamtal.

### Titel
Videons titel "Bus Uncle" myntades av medlemmar av ett internetforum med hänvisning till den äldre mannen i videon. I Hongkongs kultur är det vanligt att benämna en äldre man "Farbror" (阿叔), därav den engelska översättningen "The Bus Uncle". Namnet är också en referens till fotbollskommentatorn Lam Sheung Yee (林尚義), som kallas för "Farbror" och vars röst liknar den äldre mannens. Lams namn förekommer som en del av titeln på den ursprungliga videon. I motsats till rapporter i västlig media  användes inte ordet "Farbror" (阿叔).

## Personer involverade

### Bussfarbrorn
Allteftersom videon blev välkänd, sökte reportrar efter "Bus Uncle" i området vid slutet av busslinjen 68X. Slutligen fann de den då 51 år gamla restaurangarbetaren i Yuen Long: Roger Chan Yuet Tung (kinesiska: 陳乙東). Under juni 2006, efter hans identitet hade avslöjats, kritiserades Chan för att enligt ryktet ha begärt ersättning för intervjuer.

### Den unge mannen
Den unge man som blev uppläxad i videon identifierades som Elvis Ho Yui Hei (Chinese: 何銳熙), en 23 år gammal property agent för hans familjs fastighetsbolag. Den 23 maj 2006 ringde Ho (tidigare felaktigt kallad "Alvin" eller "Elvin  ) upp en talkshow på Commercial Radio Hong Kong och hävdade att han var den unga mannen involverad i diskussionen.
I en senare intervju med South China Morning Post sade Ho att han ofta åker långa bussturer hem och ständigt frågar passagerare om de kunde sänka sina röster så kan kunde ta en tupplur. Trots att han hotades sade Ho att han förlät mannen oavsett vilken stress han led av.  Hans tålamod genom den krävande situationen inspirerades av tai chi, en kinesisk kampkonst karaktäriserad av långsamma rörelser, specialiserade andningstekniker och införlivning i sitt tänkande.

### Kameramannen
Personen som spelade in videoklippet identifierades som Jon Fong Wing Hang (Kinesiska: 方穎恆), en 21-årig revisor och psykologistudent på halvtid.  Efter att han ringde en radiokanal den 25 maj 2006 hävdade Fong, som spelade in incidenten med en Sony Ericsson W800i - mobil, att det fanns en andra video som snart skulle postas i vilken Ho gav tillbaks genom att göra narr av "the Bus Uncle" med en vän på telefon.   
Fong förklarade att anledningen till inspelningen var att uppge bevis till polisen ifall diskussionen skulle bli alltför våldsam. Dock "berättade han för reportrar att han ofta gör videor som en hobby, och hade bara planerat att dela den här med sina vänner."

## Efterspel
Chan förklarade att när Ho klappade honom på axeln, var han stressad av ett gräl med sin flickvän, och ringde Samaritans självmordsförebyggande hotline för stöd. Ho hävdade dock att Chan bara pratade med vänner. Sing Tao Daily rapporterade att Chan besökte Hos kontor den 31 maj 2006 i Mong Kon för att förlåta för konflikten och för att påbörja ett affärsförslag för duon att hålla ett "Bus Uncle Rave Party". 
Chan blev fort avvisad och utkörd av Ho, som visade upprördhet mot journalisterna som arrangerade mötet, och hotade med att vidta juridiska åtgärder mot pressen. Inga åtal väcktes mot Chan, även om Ming Pao tyckte att hans beteende överträdde busspassagerares allmänna uppförandekod. 
Videoklippet har engelska undertexter vilka delvis är felaktiga, men som aldrig riktigt avviker från den kantonesiska versionen. Nyheter om videon har trängt igenom västlig media och har publicerats i flera framstående tidningar i sena maj 2006, som Channel NewsAsia, CNN, och The Wall Street Journal. 
Journalister från Next Magazine åkte till Chans bostad i Yuen Long där de intervjuade honom, och den 1 juni 2006 var Chan på omslaget av Next Magazine.